# 商いビズスクエア
株式会社商いビズスクエア（あきないビズスクエア）は、かつて存在した日本の企業である。2007年10月に株式会社関電オフィスワークに吸収合併された。

## 会社概要
- 会社名：株式会社商いビズスクエア（英文名 Akinai Biz Square Corporation）
- 所在地：大阪市北区堂島浜1-2-6　新ダイビル7階
- 資本金：8,050万円
- 主要株主：関西電力、三菱商事、大阪ガス

## サービス内容
eコマースをベースとした、各種ソリューションサービスを提供していた。
- 電子入札サービス
- ガソリン特約購入サービス
- 電子カタログ購買サービス
- オフィス構築支援・オフィス家具販売
- マッチングナビゲート商品販売